# Primeros auxilios psicológicos

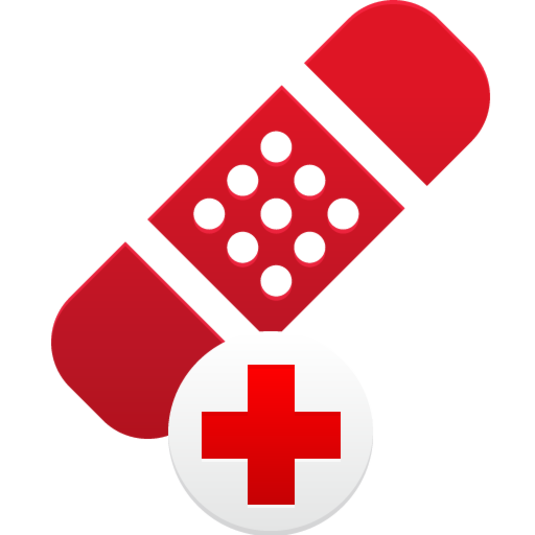
Primeros auxilios

Los primeros auxilios psicológicos consisten en la atención inmediata que se le da a una persona tras haber sufrido una situación dramática. Ante cualquier incidente crítico la ayuda psicológica va dirigida a las personas que experimentan reacciones de estrés agudo. Esta ayuda debe ser proporcionada por psicólogos especializados en desastres u otras personas que estén capacitadas para proporcionar asistencia primaria.
Para que un incidente sea crítico para una persona esta debe experimentar o ser testigo de la muerte de alguien, de lesiones graves o de amenazas a su propia persona. Se produce un temor intenso por la propia vida y por la de sus seres queridos y esto lleva a que se produzcan respuestas muy intensas como el temor, el horror o el desamparo y genera una respuesta emocional de ansiedad desadaptativa. 

En el artículo «Atención Psicológica Postdesastres: Más que un "Guarde la Calma". Una Revisión de los Modelos de las Estrategias de Intervención», de Claudia Pineda Marín y Wilson López-López, una situación de crisis se produce cuando:
"La situación desborda la capacidad de afrontamiento que tiene el sujeto y sus repertorios aprendidos no le sirven para solucionar el evento u obtener resultados positivos". Añadiendo que estas situaciones se distinguen porque "tienen características distintivas, como son el hecho de afectar a muchas personas al mismo tiempo, tener un carácter repentino, un impacto poderoso, percepción de incapacidad de control, pérdida de la confianza de las víctimas y persistencia de los efectos." (Reyes y Elhai, 2004; Roberts, 2000).

## Objetivos
Los primeros auxilios psicológicos tienen varios objetivos:
1. Fomentar el sentido de seguridad. Esto va a reducir las respuestas biológicas como reacciones de estrés postraumático y va a afectar positivamente a los pensamientos que inhiben la recuperación.
2. Aportar seguridad también implica ayudar a las personas a satisfacer sus necesidades básicas (ofrecer alimento, refugio y atención médica).
3. Promover la calma en la medida en la que se pueda. Esto permite reducir la ansiedad, la excitación elevada y las emociones fuertes. También puede reducir la probabilidad de problemas psicológicos a largo plazo.
4. Fomentar la eficacia. Consiste en animar a los supervivientes de la catástrofe para que desempeñen un papel activo en su propia recuperación. Los que produce un aumento del autocontrol del pensamiento, las emociones y el comportamiento.
5. Fomentar la esperanza sin generar falsas expectativas.
6. Favorecer la vinculación social. Promover el contacto con familiares, amigos o redes comunitarias como apoyo protector.
7. Validar y normalizar reacciones. Reconocer que las respuestas emocionales intensas son naturales tras una crisis.
8. Detectar señales de riesgo. Identificar signos de daño grave (riesgo suicida, disociación, agresividad) para derivar a profesionales.
9. Brindar información clara. Ofrecer datos sencillos y veraces para reducir la confusión y la incertidumbre.
10. Promover afrontamiento saludable. Orientar hacia prácticas de autocuidado y rutinas que favorezcan la recuperación.

## Primeros auxilios en psiquiatría
La urgencia psiquiátrica consta de tres fases:
1. La pre-urgencia.
2. La fase durante la urgencia
3. Tras la urgencia.

### La pre-urgencia
Cuando una persona llega a urgencias hay que decidir si es ingresada o no. Cuando es ingresada el psicólogo se encarga de su sufrimiento y su consuelo, pero cuando no es ingresada hay que hacer partícipes de esto a sus familiares o entorno social. Muchas veces hay que hacer ingresos porque las personas no tienen suficiente entorno social que las soporte.

Según el estudio «Primeros auxilios psicológicos e intervención en crisis desde el Trabajo Social» de la trabajadora social Juana María Rabelo Maldonado:
"La dilución de los sistemas tradicionales de apoyo, que están perdiendo su efectividad, unido a los rápidos procesos de cambio social resultantes de la globalización, la competencia y desarrollo económico, la fuerte industrialización y urbanización; están generando situaciones de vulnerabilidad social predisponentes para padecer una situación de crisis o emergencia".

### Durante la urgencia
Hay tres cosas muy importantes que debe hacer el profesional de la salud mental durante la urgencia:
1. El encuadre: el profesional debe hacer sentir cómodo al paciente dentro de sus capacidades (una sonrisa, un apretón de manos, la forma de dirigirte a la persona, etc.). Hay que crear un buen espacio y un entorno temporal donde la persona sepa que durante ese tiempo va a ser escuchado.
2. La escucha: saber escuchar bien es curativo para la otra persona. Es mucho más importante para un profesional de la salud mental saber escuchar bien que hablar. Se trata de la escucha activa.
3. La toma de decisiones compartida: no puedes tomar decisiones por el paciente salvo en algunos casos excepcionales. La familia también debe incluirse es el momento de la toma de decisiones compartidas si es posible porque es de gran ayuda para el paciente.

### Tras la urgencia
Las asociaciones que están lideradas por personas con enfermedades mentales tienen un gran papel en el consuelo de la persona tras la urgencia. Muchas veces en las propias urgencias de salud mental se les recomienda a los pacientes a ir a este tipo de asociaciones. Por ejemplo, en el tema de los suicidios hay asociaciones de supervivencia al suicidio que son de gran ayuda una vez el paciente es dado en alta en psiquiatría.
Muchos sanitarios, especialmente psicólogos y psiquiatras, denuncian el hecho de que actualmente tanto la atención primaria que se hace en psiquiatría como el seguimiento de los pacientes una vez dados de alta no es suficiente y que son estas organizaciones las que realmente está ayudando al enfermo.

En el estudio de Ander Retolaza «¿Salud mental o psiquiatría?: entre la atención primaria y el estigma del manicomio» se afirma que:
"Casi todo el mundo reconoce que la función a desarrollar por la Atención Primaria es fundamental y que los Centros de Salud Mental debieran ser el eje vertebrador de la asistencia. Ninguna de estas dos cosas ocurre en la actualidad".

## Primeros auxilios en niños
En concreto hay una serie de pautas a seguir en la intervención de menores que han sufrido o sufren un trauma. Lo más importante es conseguir una comunicación eficaz a través de:
1. Establecer contacto ocular con el niño.
2. Identificarse como personal de ayuda.
3. Utilizar instrucciones sencillas y firmes.
4. Asegurarte que te entiende y te comprende.
5. Animar al niño por la actitud colaborativa.
6. Entretenerle si está nervioso para evitar que se paralice.
7. Anticipar lo que se va a hacer durante los primeros auxilios.
8. Escuchar activamente al niño, dándole muestras verbales y no verbales.
9. Responder a las necesidades de información del niño, sin mentirle.

El objetivo es lograr que el niño vuelva a funcionar en la etapa del desarrollo que le corresponde y ayudarlo a manejar la situación dramática que vivió y que de alguna forma sigue viviendo. También se debe trabajar con los miembros de la familia, para que estos puedan ser un apoyo adecuado. En necesario promover el comunicar las emociones dolorosas e incentivar al niño a apoyarse en su familia y otras redes de apoyo para se sienta querido y seguro.